# Punta Tombo

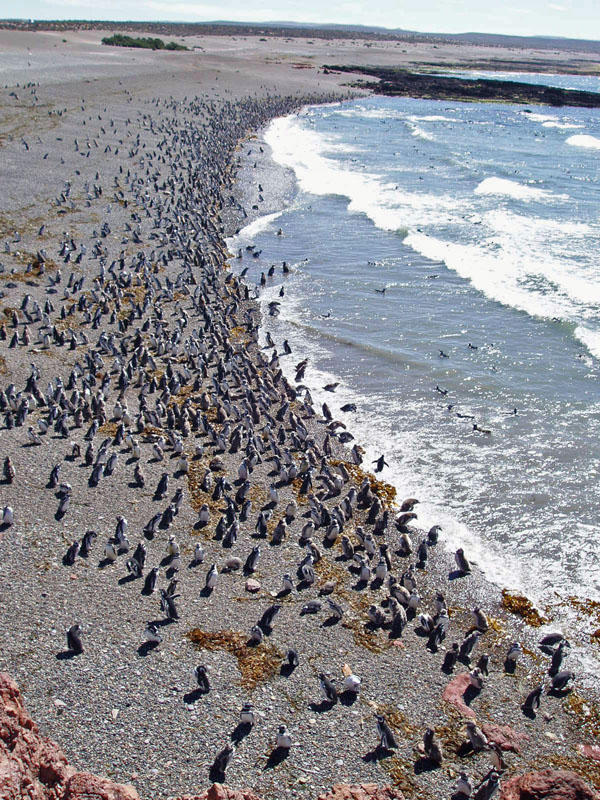
Magellan-Pinguine in Punta Tombo

Punta Tombo ist ein Tierschutzreservat in der argentinischen Provinz Chubut an der Atlantikküste, etwa 120 km südlich von Trelew.
Punta Tombo ist die weltweit größte Brutstätte von Magellan-Pinguinen.
Die drei km lange und 600 m breite Halbinsel ist bedeckt mit Sand, Lehm und Kies. 
Im späten September, wenn auf der Südhalbkugel der Frühling kommt, ziehen die Magellan-Pinguine von Südbrasilien nach Patagonien und nisten dann in Punta Tombo. Andere wichtige Brutstätten der Magellan-Pinguine sind die Bahía Camarones und Cabo Dos Bahías.
1979 erklärte die Provinz Chubut dieses Gebiet zum Tierreservat, um die Magellan-Pinguine und die anderen Spezien, die dort leben, zu schützen. Punta Tombo ist Teil des neuen Nationalparks Golfo San Jorge.
Andere dort vorkommende Arten sind Möwen, Kormorane, Nandus und Guanakos. 